# Zagoricze (Bułgaria)
Zagoricze (bułg. Загориче) – wieś w Bułgarii, w obwodzie Szumen, w gminie Kaolinowo. W 2024 roku liczyła 1014 mieszkańców.